# Alyssum stapfii
Alyssum stapfii är en korsblommig växtart som beskrevs av Friedrich Vierhapper. Alyssum stapfii ingår i släktet stenörter, och familjen korsblommiga växter. Inga underarter finns listade i Catalogue of Life.